# Jancaea heldreichii
Jancaea heldreichii ist die einzige Art der monotypischen Pflanzengattung Jancaea aus der Tribus Didymocarpeae innerhalb der Familie der Gesneriengewächse (Gesneriaceae). Ähnlich wie der Pyrenäen-Felsenteller ist sie eine Reliktpflanze. Dieser Endemit kommt nur auf dem Olymp in Thessalien, Griechenland vor.

## Beschreibung

### Erscheinungsbild und Blatt
Jancaea heldreichii ist eine ausdauernde krautige Pflanze. Die relativ kleinen, fast sitzenden Laubblätter stehen wechselständig in einer grundständigen, dichten Blattrosette zusammen. Die einfache Blattspreite ist elliptisch oder eiförmig mit spitzem oberem Ende und dicht silbrig-weiß wollig behaart (Trichom).

### Blütenstand, Blüte und Frucht
Seitenständig auf Blütenstandsschäften stehen die zymösen Blütenstände und enthalten wenige Blüten. Die zwittrigen Blüten sind meist vier-, selten fünfzählig mit doppelter Blütenhülle. Die meist vier, selten fünf freien Kelchblätter sind länglich. Die meist vier, selten fünf hell-lavendelfarbenen bis violetten Kronblätter sind röhrig-glockenförmig verwachsen. Die Kronröhre ist etwa 1 Zentimeter lang. Die Krone ist leicht zweilippig und die vier, selten fünf Kronlappen sind eiförmig mit gerundetem oberem Ende. Die meist vier, selten fünf Staubblätter überragen die Blütenkrone nicht. Der eiförmige Fruchtknoten ist flaumig behaart. Der Griffel und die Staubbeutel sind fast schwarz.
Die ellipsoidale Kapselfrucht öffnet sich septizid.

### Chromosomensatz
Die Chromosomenzahl beträgt 2n = 56.

## Vorkommen
Dieser Endemit kommt nur auf dem Olymp in Thessalien in Griechenland vor. Jancaea heldreichii gedeiht in schattigen und feuchten Felsspalten im Kalkstein in Höhenlagen von selten 100 bis meist 1000 bis 2100 Metern.

## Taxonomie und Systematik
Die Erstbeschreibung von Jancaea heldreichii erfolgte 1856 von Pierre Edmond Boissier in Diagnoses Plantarum Orientalium novarum Serie 2, Band 3, Seite 141 als Haberlea heldreichii. Die Art wurde durch Boissier in Plantarum Orientalium Novarum Decas Prima, Seite 5 als Jancaea heldreichii (Boiss.) Boiss. in die Gattung Jancaea gestellt. Der Gattungsname wurde noch im selben Jahr vom Erstbeschreiber in Jankaea abgeändert. Diese Schreibweise war lange Zeit vorwiegend in Gebrauch. Der Vorschlag des Botanikers Laurence Edgar Skog, den Gattungsnamen in der Schreibung mit „k“ zu konservieren, wurde vom Committee for Spermatophyta des ICBN abgelehnt. Damit ist der gültige Gattungsname Jancaea. Der Name ehrt den ungarischen Botaniker Victor von Janka (1837–1890). Das Artepitheton heldreichii ehrt den deutschen Botaniker Theodor Heinrich von Heldreich. Ein Synonym von Jancaea heldreichii (Boiss.) Boiss. ist Ramonda heldreichii (Boiss.) C.B.Clarke.